# Associação Esportiva Velo Clube Rioclarense
A Associação Esportiva Velo Clube Rio-clarense é um clube brasileiro de futebol da cidade de Rio Claro, no interior do estado de São Paulo. Foi fundado em 28 de agosto de 1910 e suas cores são o verde, branco e vermelho.

## História
Em agosto de 1910, Miguel Ângelo Brandoleze, Miguel Ferrari e Amadeu Rocco lançaram a ideia da fundação de um clube que promovesse o ciclismo na cidade de Rio Claro. No dia 28 de agosto de 1910, na residência de Miguel Ângelo, foi realizada a assembleia oficial da fundação do Velo Clube.
O nome do Velo Clube está diretamente ligado à prática do ciclismo. No início do século XX o Brasil sofria grande influência da França. Em francês uma das palavras utilizadas para se designar “bicicleta” é vélo, daí surgiram os termos Velo Clube, designação genérica de agremiações voltadas para a prática ciclística e velódromo, local destinado a estas práticas.
Durante dez anos o Velo Clube dedicou-se exclusivamente ao ciclismo, transformando Rio Claro em um polo do esporte no interior paulista e atraindo desportistas de diversas localidades do estado. Em 1920, por iniciativa de um grupo liderado por Felício Castellano e Aldino Tebaldi, o futebol começou a fazer parte da história da equipe de Rio Claro. Naquele ano, no dia 16 de maio, ocorreu a fusão entre o Velo Clube com o Comercial Futebol Clube, passando a nova equipe a denominar-se Associação Esportiva Velo Clube Rio-clarense. A data de fundação, no entanto, permaneceu a do clube de ciclismo: 28 de agosto de 1910.
Para receber as partidas de futebol, o Velo Clube, que já era dono do velódromo de Rio Claro, construiu um campo de futebol com uma pequena arquibancada de madeira em um terreno entre a Vila da Caridade São Vicente de Paula e a Santa Casa de Misericórdia. Atualmente, o local abriga o Estádio Benito Agnelo Castellano.
O primeiro título foi conquistado em 1925, quando o clube foi Campeão do Interior.«Campeões do Campeonato Paulista da Série A2 (Segunda Divisão)». Estadão. 16 de abril de 2024. Consultado em 16 de abril de 2024. Cópia arquivada em 16 de abril de 2024</ref> Na época este era o torneio de maior prestígio que uma equipe de fora da capital ou de Santos podia conquistar. Como Campeão do Interior o Velo Clube ganhou o direito de disputar a Taça Competência, contra o campeão do estado naquele ano, no caso o São Bento da capital. O jogo ocorreu no Estádio Parque Antártica, atual Allianz Parque, e o São Bento venceu o Velo Clube por 2 a 0, ficando com o troféu.
A participação em campeonatos profissionais da Federação Paulista de Futebol começou em 1948, quando o clube foi alocado na Segunda Divisão (atual Série A2) do Paulistão, onde ficou até 1956, apenas em 1953 não disputou. A partir de 1957, o clube passou a fazer a terceira divisão, mas não conseguiu subir. Após uma pausa entre 1969 e 1971, o clube voltou a figurar na Segunda Divisão em 1972.
Em 1978, o clube conseguiu sua maior glória, ao conquistar o acesso para a elite estadual. Para a definição da vaga foram disputadas três partidas, em que o Velo Clube ganhou duas e empatou uma contra o Paulista. Mais de 10 mil torcedores invadiram o Estádio Brinco de Ouro da Princesa, em Campinas. Uma carreata de mais de 40 km ocupou a Rodovia Anhanguera na volta à cidade.
No dia 1 de julho de 1979, o Velo Clube estreava na Primeira Divisão Paulista (Divisão Especial) contra o Juventus-SP, na Rua Javari. Perdeu a partida por 2x1. Viria a sofrer nova derrota para o Juventus-SP, em casa, por 1x0, em 5 de setembro.
Mas os 20 dias de preparação para enfrentar a maratona de 38 jogos da competição não foram suficientes para garantir a permanência na elite do futebol profissional do paulista. O clube ficou em último lugar no torneio sendo rebaixado para a Segunda Divisão (A2) em 1980.
O clube permaneceu na segunda divisão até 1987. Em 1991, o Velo Clube foi vice-campeão da Segunda Divisão (Série A3), subindo para a Divisão Intermediária (Série A2) com o São Caetano, porém com a reformulação do futebol paulista em 1994, acabou caindo para o quarto nível. Após ficar sem jogar em 1995, o clube voltou em 1996 na disputa da Série B1-B. A boa campanha fez com que o time conseguisse o acesso para a Série B1-A. No fim dos anos 1990 e início dos anos 2000, o clube disputou a Série B1, que depois foi unificada com a B2 para formar a Segunda Divisão.
Após muito tempo nas divisões inferiores, o Velo Clube iniciou uma sequência de acessos em 2010. A equipe conquistou o vice-campeonato da Segunda Divisão e disputou a Série A3 em 2011, conquistando mais um acesso e voltando para a Série A2 após quase 20 anos. A passagem na Série A2 durou até 2017, quando o time foi rebaixado e retornou para a Série A3, em 2020 foi campeão da Série A3 e retornou para a Série A2.
Em 2024, o Velo Clube conseguiu um retorno para a Série A1 depois de 45 anos do seu primeiro e único acesso até então. O retorno veio de um confronto entre o galo vermelho e o Juventus, no jogo de ida, na Rua Javari, o placar foi de 1 a 0 para o Velo Clube. Na partida de volta, em Rio Claro, os mandantes apenas seguraram a partida em 0 a 0 para garantir a volta a elite do futebol paulista. Na final do Campeonato Paulista Serie A2, o Velo Clube conquistou o título sobre o Noroeste, no jogo de ida em Bauru, o placar foi de 1x0 para o galo vermelho, no jogo de volta, no Benitão, o resultado foi de 1x1, o que concretizou o segundo título da história do Velo Clube na competição.

## Títulos
| Estaduais | Estaduais                      | Estaduais | Estaduais   |
|           | Competição                     | Títulos   | Temporadas  |
| --------- | ------------------------------ | --------- | ----------- |
|           | Campeonato Paulista - Série A2 | 2         | 1925 e 2024 |
|           | Campeonato Paulista - Série A3 | 1         | 2020        |

Outros Títulos:
Campeonato Paulista do Interior (APEA): 1925 

## Estatísticas

### Participações
|  | Participações em 2026 |

| Competição | Competição                            | Temporadas | Melhor campanha         | Anos                                                                         | A | R |
| São Paulo  | Campeonato Paulista                   | 3          | 11.º colocado (2025)    | 1979 e 2025-2026                                                             |   | 1 |
| São Paulo  | Campeonato Paulista - Série A2        | 34         | Campeão (2024)          | 1948-1952, 1954-1956, 1972-1978, 1980-1986, 1992-1993, 2012-2017 e 2021-2024 | 2 | ? |
| São Paulo  | Campeonato Paulista - Série A3        | 16         | Campeão (2020)          | 1957-1958, 1961-1968, 1988, 1991, 2011 e 2018-2020                           | 2 | ? |
| São Paulo  | Campeonato Paulista - Série A4        | 15         | Vice-campeão (2010)     | 1960, 1994, 1997-2005 e 2007-2010                                            | 2 | 1 |
| São Paulo  | Campeonato Paulista - Segunda Divisão | 1          | Vice-campeão (1996)     | 1996                                                                         | 1 | – |
| São Paulo  | Copa Paulista                         | 5          | Semifinal (2011 e 2012) | 2011-2012, 2017, 2019 e 2020                                                 |   |   |
| Brasil     | Campeonato Brasileiro - Série D       | 1          | Estreante (2026)        | 2026                                                                         | – |   |

### Últimas 10 Temporadas
Legenda:
| Campeão Vice-campeão Eliminado nas semifinais | Campeão e promovido à divisão superior Vice-campeão e/ou promovido à divisão superior Rebaixado à divisão inferior | Classificado à fase de grupos da Copa Libertadores Classificado à fase preliminar da Copa Libertadores Classificado à Copa Sul-Americana Campeão do Campeonato do Interior |

## Rivalidade

### Rio Claro (Derby Rio-clarense)
Seu maior rival é o Rio Claro, com quem faz o Derby Rio-clarense: em toda a história foram 146 jogos, com 53 vitórias velistas, 49 vitórias do Rio Claro e 44 empates, com 209 gols para o Velo Clube e 208 gols marcados para os rivais. A maior goleada do confronto, foi em 1983, na vitória do Velo Clube por 11 a 2. Desde 1991 o Velo Clube não vence o Rio Claro: ao todo são 33 anos sem vitória do rival em cima do Galo Azul.

### Internacional de Limeira
A Inter de Limeira é um outro grande rival do Velo Clube, cuja rivalidade aumentou muito nos anos 2000, sendo da mesma região. Os clubes protagonizaram diversos confrontos nas séries A2 e A3. No ano de 2025 as equipes voltaram a se enfrentar pelo Campeonato Paulista
Noroeste
O Noroeste, time da cidade de Bauru,  é um rival recente do Velo Clube. A rivalidade cresceu após confrontos na Série A2. Em 2023, o Noroeste derrotou o Velo Clube nas quartas de final e avançou na competição. Já no ano de 2024 os times se enfrentaram na final do campeonato e o grande campeão foi o Velo Clube. Outro jogo que contribui para o crescimento da rivalidade foi a estreia dos times no Campeonato Paulista de 2025, jogo marcado pela reestreia dos clubes na competição.